# Herschel Daugherty
Herschel Eldon Daugherty (Lauramie, 27 ottobre 1910 – Encinitas, 5 marzo 1993) è stato un regista, attore e direttore dei dialoghi statunitense.

## Filmografia

### Regista

#### Cinema
- Johnny, l'indiano bianco (The Light in the Forest) (1958)
- I temerari del West (The Raiders) (1963)
- Il magnifico straniero (El magnifico extranjero) (1967)

#### Televisione
- Biff Baker, U.S.A. – serie TV (1952)
- The Pepsi-Cola Playhouse – serie TV, 9 episodi (1953-1955)
- Studio 57 – serie TV, 15 episodi (1954-1958)
- Crusader – serie TV, 5 episodi (1955-1956)
- City Detective – serie TV, 3 episodi (1955)
- Soldiers of Fortune – serie TV, 5 episodi (1955)
- Jane Wyman Presents The Fireside Theatre – serie TV, un episodio (1955)
- Alfred Hitchcock presenta (Alfred Hitchcock Presents) – serie TV, 24 episodi (1956-1962)
- General Electric Theater – serie TV, 24 episodi (1956-1962)
- The Road That Led Afar – film TV (1956)
- Carovane verso il west (Wagon Train) – serie TV, 17 episodi (1957-1964)
- Schlitz Playhouse of Stars – serie TV, un episodio (1957)
- State Trooper – serie TV, un episodio (1957)
- On Trial – serie TV, un episodio (1957)
- Suspicion – serie TV, un episodio (1958)
- Buckskin – serie TV, un episodio (1958)
- Cimarron City – serie TV, 2 episodi (1958)
- Markham – serie TV, 8 episodi (1959-1960)
- The Deputy – serie TV, 3 episodi (1959-1961)
- Laramie – serie TV, 3 episodi (1959)
- Scacco matto (Checkmate) – serie TV, 5 episodi (1960-1961)
- The Slowest Gun in the West – film TV (1960)
- The Tall Man – serie TV, 3 episodi (1960)
- Thriller – serie TV, 16 episodi (1961-1962)
- Westinghouse Playhouse – serie TV, un episodio (1961)
- 87ª squadra (87th Precinct) (87th Precinct) – serie TV, un episodio (1961)
- Disneyland – serie TV, 2 episodi (1961)
- Alcoa Premiere – serie TV, 2 episodi (1962-1963)
- Il virginiano (The Virginian) – serie TV, 3 episodi (1962-1964)
- Wide Country – serie TV, un episodio (1962)
- Kraft Mystery Theater – serie TV, un episodio (1963)
- L'ora di Hitchcock (The Alfred Hitchcock Hour) – serie TV, 3 episodi (1963)
- Channing – serie TV, un episodio (1963)
- Assistente sociale (East Side/West Side) – serie TV, un episodio (1963)
- Gli uomini della prateria (Rawhide) – serie TV, 2 episodi (1964-1965)
- Polvere di stelle (Bob Hope Presents the Chrysler Theatre) – serie TV, un episodio (1964)
- Mr. Novak – serie TV, un episodio (1964)
- Mr. Broadway – serie TV, 4 episodi (1964)
- Il dottor Kildare (Dr. Kildare) – serie TV, 19 episodi (1965-1966)
- For the People – serie TV, un episodio (1965)
- The Nurses – serie TV, un episodio (1965)
- Organizzazione U.N.C.L.E. (The Man from U.N.C.L.E.) – serie TV, un episodio (1965)
- La leggenda di Jesse James (The Legend of Jesse James) – serie TV, 2 episodi (1965)
- Seaway: acque difficili (Seaway) – serie TV, 2 episodi (1966)
- Agenzia U.N.C.L.E. (The Girl from U.N.C.L.E.) – serie TV, un episodio (1966)
- Shane – serie TV, un episodio (1966)
- Il ladro (T.H.E. Cat) – serie TV, un episodio (1966)
- Cimarron Strip – serie TV, 3 episodi (1967-1968)
- Star Trek – serie TV, 2 episodi (1967-1969)
- Squadra speciale anticrimine (Felony Squad) – serie TV, un episodio (1967)
- Missione Impossibile (Mission: Impossible) – serie TV, un episodio (1967)
- Winchester 73 – film TV (1967)
- Kronos (The Time Tunnel) – serie TV, 2 episodi (1967)
- Custer – serie TV, 2 episodi (1967)
- Pattuglia del deserto (The Rat Patrol) – serie TV, 5 episodi (1967)
- Hawaii squadra cinque zero (Hawaii Five-O) – serie TV, 5 episodi (1968-1969)
- Gunsmoke – serie TV, 2 episodi (1968-1969)
- Operazione ladro (It Takes a Thief) – serie TV, un episodio (1968)
- Ai confini dell'Arizona (The High Chaparral) – serie TV, 2 episodi (1969-1970)
- Bracken's World – serie TV, 6 episodi (1969-1970)
- Bonanza – serie TV, 11 episodi (1969-1972)
- F.B.I. (The F.B.I.) – serie TV, un episodio (1969)
- Marcus Welby (Marcus Welby, M.D.) – serie TV, 6 episodi (1970-1972)
- La famiglia Smith (The Smith Family) – serie TV, 39 episodi (1971-1972)
- Squadra emergenza (Emergency!) – serie TV, 2 episodi (1972)
- The Victim – film TV (1972)
- Hec Ramsey – serie TV, un episodio (1972)
- Ghost Story – serie TV, un episodio (1973)
- Cannon – serie TV, un episodio (1973)
- She Cried Murder – film TV (1973)
- Petrocelli – serie TV, 2 episodi (1974-1975)
- Banacek – serie TV, un episodio (1974)
- Twice in a Lifetime – film TV (1974)
- Apple's Way – serie TV, 2 episodi (1974)
- Paper Moon – serie TV, un episodio (1974)
- L'uomo da sei milioni di dollari (The Six Million Dollar Man) – serie TV, un episodio (1974)
- Three for the Road – serie TV, un episodio (1975)
- Pepper Anderson agente speciale (Police Woman) – serie TV, 2 episodi (1975)

### Attore
- La furia umana (White Heat) (1949)
- Ho sposato un demonio (Red, Hot and Blue) (1949)
- The Story of Seabiscuit (1949)
- Chimere (Young Man with a Horn) (1950)
- Assalto al cielo (Chain Lightning) (1950)
- I dannati non piangono (The Damned Don't Cry) (1950)
- Una rosa bianca per Giulia (Where Danger Lives) (1950)
- Il bandito galante (The Great Jewel Robber) (1950)
- Tè per due (Tea for Two) (1950)
- La ninna nanna di Broadway (Lullaby of Broadway) (1951)